# 上野徹
上野 徹（うえの とおる、1942年12月17日 - ）は、日本の経営者。文藝春秋社長を務めた。

## 来歴・人物
北海道出身。1965年北海道大学法学部法律学科卒業後、文藝春秋入社。「週刊文春」編集長、第一編集局長、総務局長などを経て、1997年に取締役就任。常務、専務を経て、2004年6月社長就任。2009年6月から会長を務めた。